# Kulan i luften (skulptur)

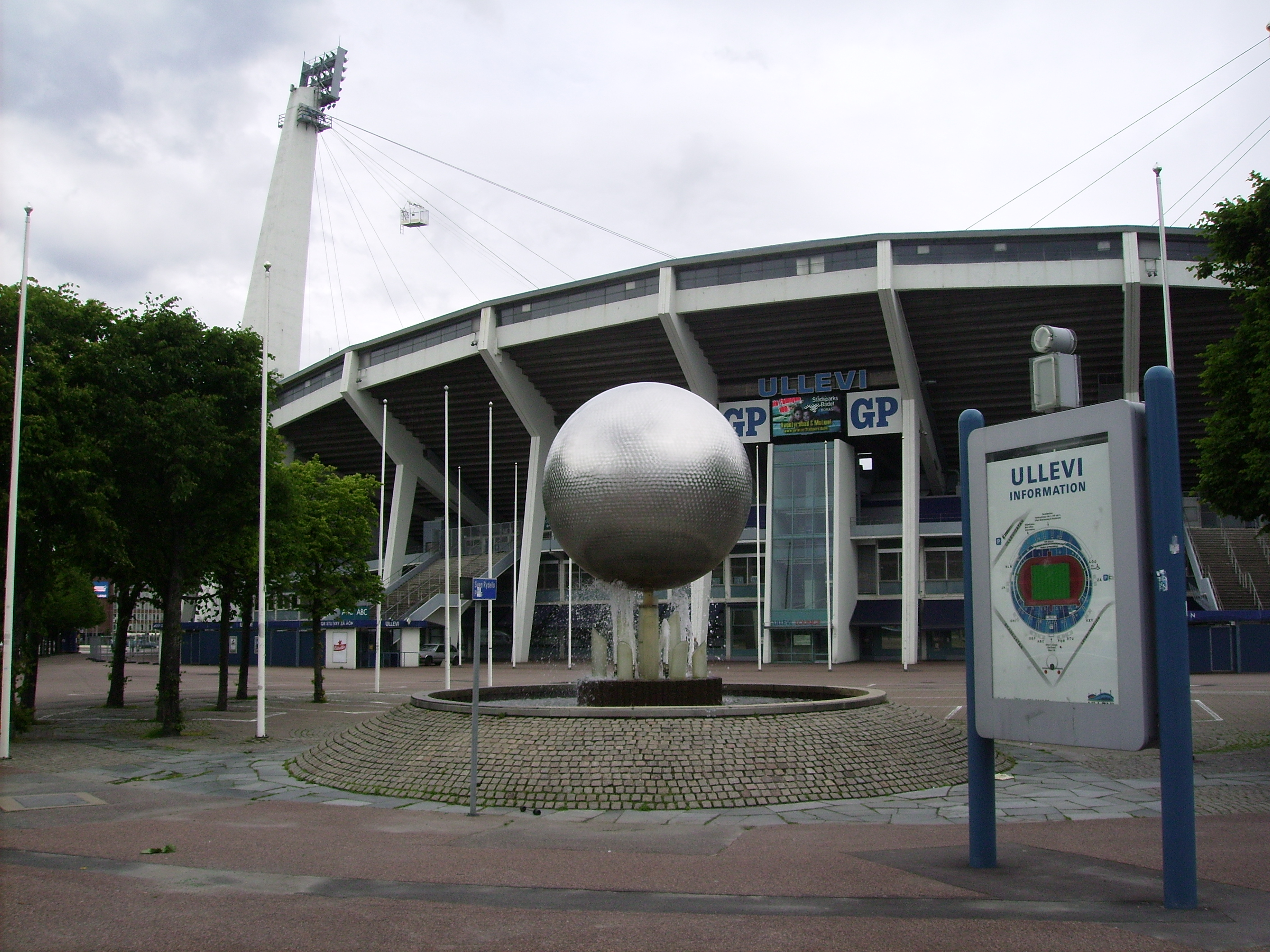
Kulan i luften. I bakgrunden ses Nya Ullevi.

Kulan i luften är ett konstverk av Jan Wickelgren i rostfritt stål, som är uppställt vid Sven Rydells plats (döpt efter fotbollsspelaren Sven Rydell) utanför arenan Ullevi i Göteborg. Konstverket skänktes av SKF i samband med Ullevis 25-årsjubileum 1983 och tillverkades vid Degerfors järnverk samt polerades vid Nohab. Liknande konstverk finns i Degerfors och vid Landvetter flygplats.